# District de Fazilka
Le district de Fazilka est un des 22 districts de l'état indien du Pendjab.